# Íñigo de Artieta
Iñigo de Artieta (Lequeitio, Vizcaya, mediados del siglo XV - fallecido entre 1503 y 1512), fue un marino, armador, comerciante, militar y corsario de origen vasco.

## Biografía
Artieta procedía de una familia de mercaderes del siglo XV de la villa de Lequeitio, Vizcaya, País Vasco. Era hijo de Nicolás Ibáñez de Artieta, marino, armador y comerciante. Fueron sus hermanos, Juan Nicolás de Artieta, alcalde de Lequeitio, Francisco de Artieta, preboste de la villa de Tabira de Durango, y María de Meceta, esposa de Juan Pérez de Landa, propietario de una torre, en la actualidad el Palacio Uriarte. Casado con Marina de Arriaga, tuvo al menos un hijo llamado Juan Nicolás de Artieta.

### Armador
En 1476, se preparó una flota para luchar contra los barcos portugueses que traían oro y esclavos de Guinea, capitaneada por Charles de Varela, hijo de Diego de Valera. De las doce embarcaciones, una carabela era propiedad de Iñigo, comandada por Antón Martínez Nieto y fletada por 80.000 maravedíes. En 1477, participó con su carabela Santa María Magdalena en una nueva flota militar con destino a Guinea. La nave fue fletada por el doctor Rodríguez Lilo, del Consejo de su Majestad, cumpliendo órdenes del militar Alonso Fernández de Lugo. 
En 1491 se concedió a Iñigo de Artieta un permiso para construir una carraca, para lo cual sus Majestades despacharon una carta por la que se instaba al Corregidor a que no se le cobrase ningún impuesto ni sufriese ningún daño por la construcción de la mencionada carraca en Laida. Los Reyes Católicos daban estas facilidades a los armadores para incentivar la construcción de barcos que, cuando fuese necesario formar una armada, pondrían los armadores a su disposición. Los reyes venían otorgando privilegios a los armadores que construyeran naves cada vez más grandes. Así, en 1436 premiaban los barcos de más de 600 toneles de capacidad; de hecho un documento atestigua esta ayuda de los Reyes a Iñigo de Artieta, dada el 1 de julio de 1503, por una nave de 900 toneles construida en Lequeitio.

### Comerciante
Entre los años 1477 y 1498 sus barcos actuaron en el Mediterráneo, uniendo comercialmente la península ibérica con las islas Baleares y éstas con la península itálica (Génova, Pisa, Nápoles, Venecia, Gaeta, etc.) y Sicilia. Entre las mercancías que transportaban se encontraban comestibles, como sardina, atún, trigo y sal.

### Corsario
Uno de los barcos con los que comerció en el Mediterráneo se llamaba María Grasa, que fue vendido en Génova para construir en 1484 otro más grande en Lequeitio. Durante estos viajes por el Mediterráneo se dedicó también al corso e hizo varios apresamientos de naves. Asimismo compraba tanto telas como otros artículos por encargo de la Iglesia de Santa María de Lequeitio. 
En 1482, Iñigo de Artieta cargaba su nao en el puerto de Palermo con paños de comerciantes genoveses, cuando tuvo que enfrentarse a Luis de Pexo (Luis Pejón) que trataba de impedir la transacción por considerar a los genoveses enemigos de la Corona Española. En la pelea Artieta se apoderó del barco de Pexo. Los armadores de barcos lequeitianos pagaban el 1% de sus beneficios a la fábrica de Santa María de Lequeitio, e Iñigo de Artieta declaró 500 ducados de beneficio por el citado apresamiento del barco de Luis Pexo, por lo que ingresó 5 ducados a la fábrica de Santa María.
El 20 de septiembre de 1487, el Teniente Preboste de la villa de Lequeitio se presentó en la torre de Íñigo de Artieta con una carta de los Reyes Católicos donde se le acusaba de haber asaltado y robado, cuatro meses antes, todas las mercancías de un barco propiedad del rey de Nápoles que se encontraba en el puerto de Otranto (Reino de Nápoles), ascendiendo todo lo robado a 60.000 ducados de oro. La defensa del corsario fue que había sucedido el 12 de febrero de 1486, que el apresamiento se había producido en la costa de Tarento (Reino de Nápoles) y que el barco era propiedad de Cide Amed, moro alejandrino. Por este apresamiento, Iñigo de Artieta declaró 5.300 ducados de beneficio, por lo que ingresó 53 ducados a la fábrica de Santa María.

### La "Armada de Vizcaya"
Como consecuencia del Descubrimiento de América, empeoraron las relaciones entre España y Portugal. Ante una posible acción hostil del monarca Juan II de Portugal, los Reyes Católicos encargaron que se organizase una armada oceánica, cuya misión principal era proteger la navegación castellana, tanto en el Estrecho como en las costas atlánticas, así como frenar a los navíos portugueses en la pugna que por el control de la ruta al nuevo continente descubierto mantenían las coronas española y portuguesa.
A finales de junio, Iñigo de Artieta fue nombrado por los Reyes Católicos Capitán General de esta armada, que fue reunida en Bermeo y estaba formada por naves y tripulaciones vascas y partiría el 22 de julio de 1493, después del alarde, hacia Cádiz, llegando antes del 4 de agosto. La flota estaba compuesta por una carraca propiedad de Iñigo de Artieta, una nao mayor, dos naos medianas y una nao menor. A ellas hay que sumar una pequeña carabela, proporcionada por Iñigo de Artieta, mandada por Sancho López de Ugarte, para ayuda de la carraca en tareas de enlace y exploración, con aforo de 50 toneles.
La carraca estaba tasada en 1.000 toneles (el tonel era la medida generalizada entre los vizcaínos y su equivalencia de 10 toneles igual a 12 toneladas) y contaba con una tripulación de 300 hombres que en su mayoría procedían de Lequeitio, de los cuales 100 eran marineros y 200 hombres de armas (y entre los que se contarían un piloto, un capellán, un cirujano, 14 grumetes entre los marineros, 21 pajes entre los hombres de armas y 4 trompetas), así como más de 100 piezas de artillería. Las soldadas de la tripulación rondarían unos 500 maravedíes al mes para los marineros y unos 400 maravedíes para los hombres de armas, que en 1493 podrían tener una equivalencia de 1 enrique = 10 maravedíes, 1 real español = 31 maravedíes, 1 ducado = 375 maravedíes, 1 justo = 580 mrs.
Eduardo Aznar Vallejo, en su obra Marinos vascos en la guerra naval de Andalucía durante el siglo XV, escribe que Iñigo de Artieta llevaba con él a su hijo embarcado en esta armada. 
La nao mayor iba capitaneada por Martín Pérez de Fagaza y estaba aforada en 405 toneles, aunque valorada en más de 450, embarcaba 200 personas (60 marineros y 140 hombres de armas).
Las naos medianas tenían por capitanes a Juan Pérez de Loyola y Antón Pérez de Layzola, estaban evaluadas en 220 y 205 toneles y llevaban ambas 125 hombres (85 hombres de armas y 40 marineros).
La nao menor era propiedad de Nicolás Ibáñez de Artieta, seguramente pariente de Iñigo, iba mandada por Juan Martínez de Amézqueta, estaba tasada en 100 toneles y llevaba una dotación de 70 hombres (25 marineros y 45 hombres de armas). El coste de la armada fueron 5.854.900 maravedíes. Las tripulaciones estaban formadas aproximadamente por un hombre de mar por cada dos hombres de guerra.
Aunque se consideraba que la misión de esta armada sería dar escolta a las naves de Cristóbal Colón desde su salida de Cádiz hasta que estuviesen bien adentradas en el océano, para protegerlas de ataques portugueses, y estuvieran preparadas para dirigirse hacia las tierras descubiertas, en agosto de 1493, al conocer los reyes por Colón que las naves portuguesas no iban a hacerse a la mar, fue comisionada para trasladar al rey Boabdil y su corte de Adra hacia las costas africanas. A su regreso se le ordenó preparar un viaje a Canarias, que no se llegó a realizar.
Después de la firma del Tratado de Tordesillas con Portugal, la armada dejó de ser necesaria, de modo que en el verano de 1494 se ordenó su disolución. Pero la situación en Italia la volvió a hacer necesaria, por lo que la disolución no llegó a producirse, y la armada, aumentada con 7 carabelas, se dirigió a Sicilia para unirse a las 20 naves que allí se encontraban.